# Флавіо Емолі
Флавіо Емолі (італ. Flavio Emoli, 23 серпня 1934, Турин — 5 жовтня 2015, Генуя) — італійський футболіст, що грав на позиції півзахисника, насамперед за «Ювентус», а також національну збірну Італії.

## Клубна кар'єра
Народився 23 серпня 1934 року в Турині. Вихованець футбольної школи місцевого «Ювентуса». Дорослу футбольну кар'єру розпочав 1954 року на умовах оренди за «Дженоа».
1955 року повернувся до «Ювентуса» і відіграв за «стару сеньйору» наступні вісім сезонів своєї кар'єри, здебільшого як стабільний гравець основного складу. Тричі, в сезонах 1957/58, 1959/60 і 1960/61, виборював титул чемпіона Італії, двічі ставав володарем Кубка Італії.
Згодом протягом 1963—1967 років захищав кольори «Наполі», а завершував ігрову кар'єру в «Дженоа», до якого повернувся 1967 року і де провів один сезон.

## Виступи за збірні
Грав за другу збірну Італії, за яку провів 2 матчі.
1958 року дебютував в офіційних матчах у складі національної збірної Італії грою на Кубок Центральної Європи 1955—1960. Наступного року провів свою другу і останню гру за національну команду.
Помер 5 жовтня 2015 року на 82-му році життя в Генуї.
| Дата       | Місто     | Господарі | Результат | Гості    | Турнір                             | Голи | Примітки |
| ---------- | --------- | --------- | --------- | -------- | ---------------------------------- | ---- | -------- |
| 23-3-1958  | Відень    | Австрія   | 3 – 2     | Італія   | Кубок Центральної Європи 1955—1960 | -    |          |
| 29-11-1959 | Флоренція | Італія    | 1 – 1     | Угорщина | Кубок Центральної Європи 1955—1960 | -    |          |
| Усього     |           | Матчів    | 2         |          | Голів                              | 0    |          |

## Титули і досягнення
- Чемпіон Італії (3):

«Ювентус»: 1957-1958, 1959-1960, 1960-1961
- Володар Кубка Італії (2):

«Ювентус»: 1958-1959, 1959-1960